# Herb Chociwla
Herb Chociwla – jeden z symboli miasta Chociwel i gminy Chociwel w postaci herbu.

## Wygląd i symbolika
Herb przedstawia w czerwonym polu tarczy złoty biskupi pastorał w słup pomiędzy srebrną gwiazdą ośmioramienną a czarnym półkołem wozowym.
Symbolika herbu odnosi się do dawnych właścicieli miasta: biskupów pomorskich oraz rodu Wedlów.

## Historia
Wizerunek herbowy w tej postaci figuruje na wszystkich pieczęciach miejskich począwszy od XIV wieku.